# Corpus maxillae

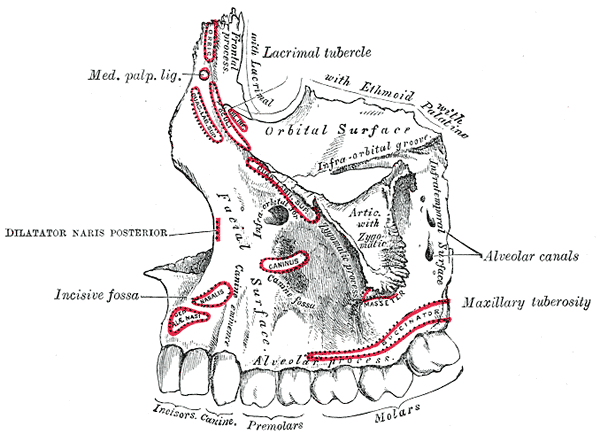
A bal felső állcsont külső felszíne

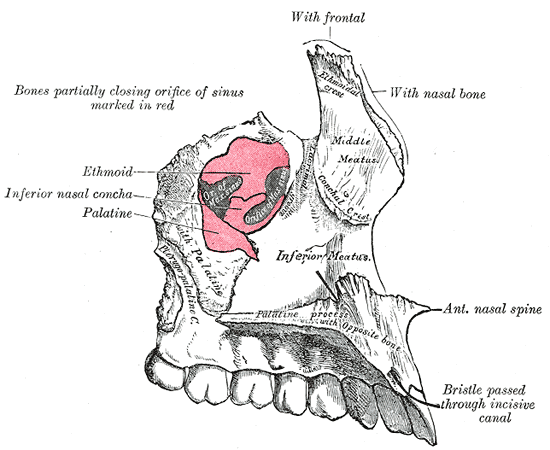
A bal felső állcsont

A corpus maxillae (a felső állcsont (maxilla) teste) némiképp piramis alakú és tartalmaz egy nagy üreget, a sinus maxillaris-t.
Négy része van: 
- facies anterior corporis maxillae
- facies infratemporalis corporis maxillae
- facies orbitalis corporis maxillae
- facies nasalis corporis maxillae